# Diecezja brugijska

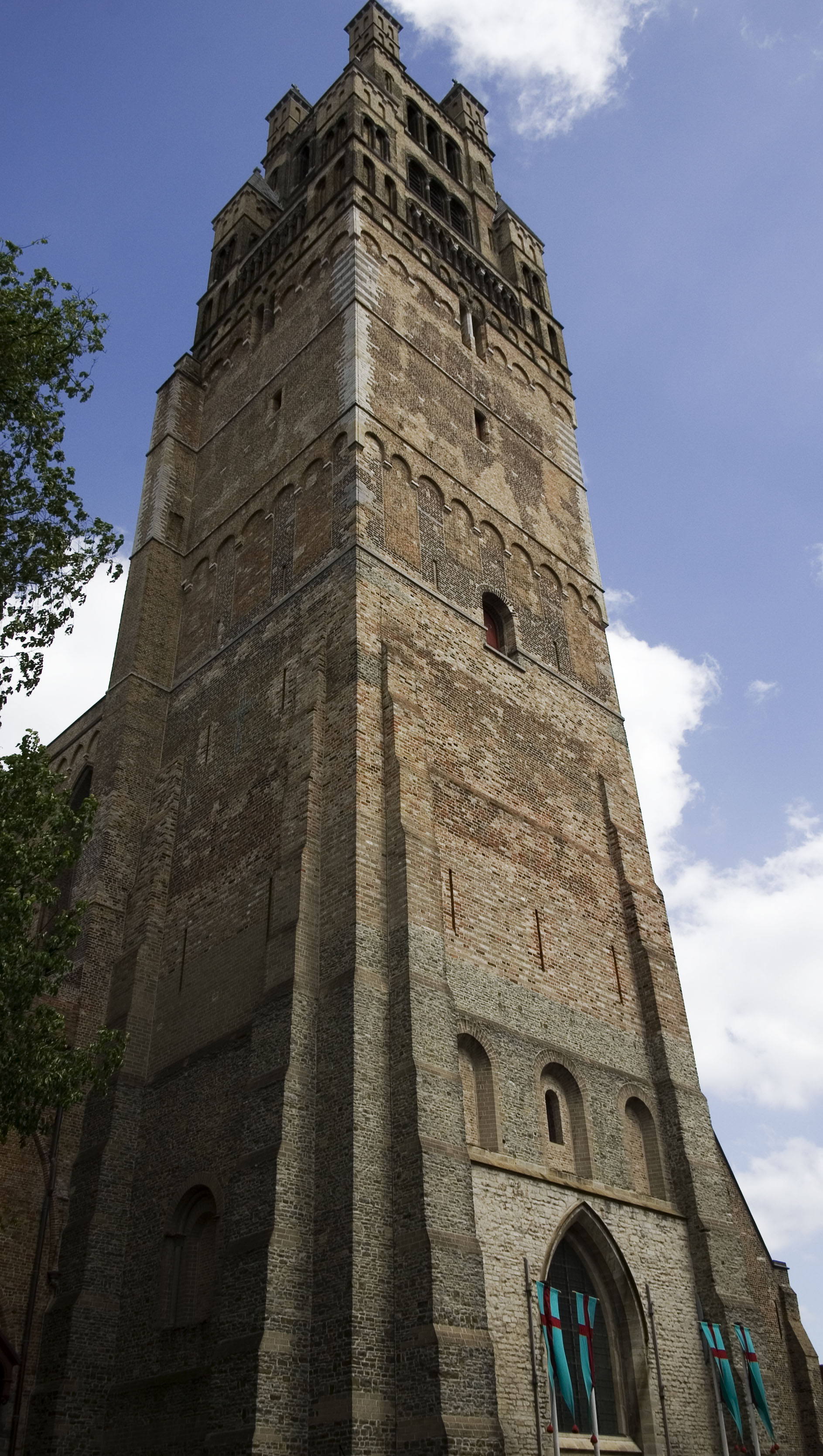
Katedra Świętego Zbawiciela w Brugii

Diecezja brugijska (łac.: Dioecesis Brugensis, niderl.: Bisdom Brugge) – katolicka diecezja belgijska położona w zachodniej części kraju, obejmująca swoim zasięgiem prowincję Flandria Zachodnia. Siedziba biskupa znajduje się w katedrze Świętego Zbawiciela w Brugii.

## Historia

### Pierwsze biskupstwo
Diecezja brugijska została założona z inicjatywy króla hiszpańskiego i władcy Niderlandów Filipa II Habsburga 12 maja 1559 z wydzielenia prowincji antwerpskiej z diecezji Tournai przez papieża Pawła IV. Została ona podporządkowana metropolii mecheleńskiej.
29 listopada 1801 papież Pius VII bullą Qui Christi Domini vices skasował diecezję brugijską, przyłączając jej terytorium do diecezji gandawskiej.

### Drugie biskupstwo
Po ogłoszeniu niepodległości przez Belgię w 1830 trwały prace nad reaktywacją diecezji, które poprzedziło powołanie 17 grudnia 1832 wikariatu apostolskiego Zachodniej Flandrii, przekształconego 27 maja 1834 w diecezję brugijską.

## Biskupi
- ordynariusz – Lodewijk Aerts

## Podział administracyjny
W skład diecezji brugijskiej wchodzą 348 parafie zgrupowane w 13 dekanatach:
- Avelgem
- Brugge
- Brugge-Zuid
- Diksmuide-Veurne
- Ieper
- Kortrijk
- Menen
- Oostende-Blankenberge
- Poperinge
- Roeselare-Izegem
- Tielt
- Torhout-Gistel
- Waregem

## Główne świątynie
- Katedra Świętego Zbawiciela w Brugii
- Była katedra św. Marcina w Ypres
- Bazylika św. Andrzeja w Zevenkerken
- Bazylika Wniebowzięcia NMP w Dadizele
- Bazylika Świętej Krwi w Brugii